# Font de Sant Cristòfol
La Font de Sant Cristòfol és una font de les Bordes de Segan, a l'antic terme d'Hortoneda de la Conca, pertanyent a l'actual municipi de Conca de Dalt, al Pallars Jussà.
Està situada a 1.564 m d'altitud, al costat occidental de la Serra de Boumort, a migdia del Roc de Montpedrós i a ponent de l'extrem meridional del Roc de Sant Cristòfol i al nord-est de les Bordes de Segan.